# Viper
A Viper (stilizált neve: VIPER; teljes neve: Volatiles Investigating Polar Exploration Rover) a NASA Ames Kutatóközpontjában kifejlesztett űrszonda, amit 2024 novemberében terveznek a Holdra juttatni, a Commercial Lunar Payload Services és az Artemis-program részeként. A célja a Hold sötét, déli sarkának felfedezése és erőforrásainak elemzése, leginkább a vízjég jelenléte a felszín közelében. A NASA korábbi tervezett, de végül nem kivitelezett programjára, a Resource Prospectorre épül.
2020. június 11-én a NASA 199,5 millió dollárt juttatott a Astrobotic Technology cégnek a Viper megtervezésére és Holdra juttatására. A Viper az Astrobotic Griffin űreszközével fog az égitestre eljutni, a Commercial Lunar Payload Services program részeként.